# Chiesa di Santa Maria della Presentazione (Vignanello)
La Chiesa Collegiata di Santa Maria della Presentazione  è il duomo di Vignanello, situata in Piazza della Repubblica, contrapposta al Castello Ruspoli.
Eretta per volontà del Principe di Cerveteri e Conte di Vignanello Francesco Maria Ruspoli e il Cardinale Galeazzo Marescotti, dal 1723, con la facciata contrapposta alla mole del castello, domina il paesaggio circostante nel profilo del paese.

## Storia

### L'antica Ecclesia Matrix
La chiesa fu costruita in sostituzione ad un antico edificio, consacrato da Papa Niccolò IV nel 1291 e dedicato a Santa Maria Assunta, una chiesa matrice in stile romanico con un alto campanile a facciata. Il suo aspetto e la sua struttura sono noti grazie a due preziosi dipinti del celebre pittore fiammingo Jan Frans van Bloemen (1662 – 1749) e da un foglio a china e inchiostro bruno dell’architetto Mattia De Rossi del 1692, quando in quell’anno era impegnato a Vignanello per il rifacimento della Porta del Molesino.
Un'altra rappresentazione dell’antica chiesa fu quella di Giovan Battista Contini nella “Pianta del taglio delle Case da farsi per addrizzare e slargare la Strada dalla Porta della Terra fino al Palazzo di Vignanello” in cui disegnò la pianta dell'antica chiesa, un edificio a tre navate con abside semicircolare, posto in una posizione più arretrata rispetto all'attuale Collegiata.

### Costruzione della nuova Chiesa
Nel maggio del 1708, come attesta lo storico e diarista di Vignanello Don Giovanni Francesco Lagrimanti (1753 – 1818), il principe Francesco Maria Ruspoli, unitamente col suo zio Cardinale Galeazzo Marescotti, pensarono di riedificare la chiesa del paese e ne decisero la ricostruzione, affidando i lavori a Giovan Battista Contini, architetto di casa Ruspoli.
Anche il popolo vignanellese collabora con lavori e denari alla costruzione della chiesa, infatti duecento persone tra clero e popolo si sono impegnate a costruirla, mettendo a disposizione una somma di 1978 scudi, (una media di 9 scudi e 89 baiocchi a persona). Il totale complessivo dell’opera verrà a costare al principe circa 8000 scudi, quindi un totale di quasi 10000 scudi (la cifra conta anche il fatto che si deve corrispondere il prezzo di varie abitazioni che sono state demolite per far posto alla chiesa e risarcite dal principe).
La posa della prima pietra avvenne l’8 novembre 1708 da mons. Patrizi, delegato vescovile.
Nel 1710, il Contini eseguiva “le misure e le stime di case da demolire per la ricostruzione della Collegiata”, ma tre anni dopo egli si trasferì per conto del Principe Ruspoli nel feudo di Riano, lasciando il suo posto all’architetto Giovanni Battista Gazzale, il quale in seguito sposò Angelica Grasselli, figlia del ministro di Francesco Maria.
I lavori però vennero interrotti nel 1713, quando un certo Francesco Mancia, tramite degli scritti anonimi poi rivelatisi falsi, mise in cattiva luce i vignanellesi presso il Principe, il quale si allontanò dal feudo affittandolo a Marco Cesaroli dal 1717 al 1718. In quegli anni il Gazzale venne anche egli inviato a Riano con la carica di “dispensiere, guardaroba e architetto di campagna”.
I lavori vennero ripresi nel 1720 quando, alla morte del calunniatore, si scoprì la verità, e in agosto il Gazzale scriveva a Francesco Maria per informarlo dell'andamento dei lavori della Collegiata,  accludendo alla lettera un disegno per gli ovati della facciata. L'architetto fa notare al principe come “gli scalpellini poco pratici di stabilire […] m'obligano di stare continuamente sopra li Ponti, come ho fatto da lunedì in qua, a causa che si stabilisce il cornicione del campanile, il quale richiede qualche attenzione particolare, e se volto l'occhio, non fanno le cose à modo mio e così fino che il medesimo non sarà terminato mi farà stare in pena.”
Nel 1721 il Gazzale riceveva un primo acconto di cento scudi per "l'avanzamento della fabbrica della nuova chiesa" e iniziarono i lavori di decorazione in stucco, affidati a Paolo Bernasconi e Carlo Pacenti, notevoli stuccatori romani. Il primo si impegnò a realizzare l'intera decorazione in stucco della chiesa, quindi i cornicioni, i fregi degli architravi, gli archi delle cappelle e gli ornati della porta in controfacciata.
Nell'estate del 1724, come attesta un Inventario di tutti li Quadri esposti nella chiesa, et altre Pitture, gli altari sono stati dotati delle loro tele, richieste dal Principe ai suoi pittori di fiducia: Francesco Nicolosi (1702-1747), Michelangelo Cerruti (1663-1748) e Sigismondo Rosa (1676-1727).
Nel 1720 si completa il campanile e viene collocato l’orologio con le due sfere dorate, nel 1721-22 il tetto, il mattonato, i pilastri, gli altari e i gradini. Nel 1723 l’organo, la sacrestia e l’appartamento superiore e nell’anno successivo, le reliquie nei sette altari, le lampade di ottone per le cappelle, decorate con lo stemma dei Ruspoli e realizzate da Pietro Benigni, e un cospicuo corredo di apparati liturgici comprendente anche i sei candelabri bronzei per l'altare maggiore, commissionati a Carlo Antonio Lorenzani, Antonio Nelli e Francesco Genone.

### Collocazione dell'immagine della Madonna con Bambino
La sera del 4 novembre 1724, il principe Francesco Maria Ruspoli collocò con le proprie mani il quadro della Vergine nel Gloria dietro l'altare maggiore, dove tuttora risiede. Il quadro precedentemente veniva conservato nella chiesa dell'Angelo custode a Vignanello, situato li per modo di deposito dopo essere stato benedetto dal cardinale Michelangelo Ponti, poi assunto al pontificato con il nome di Innocenzo XIII. Il giorno successivo, l'immagine fu scoperta al pubblico e la nuova chiesa fu aperta e solennemente benedetta dal Cardinale Nicolò Spinola.

### L'elevazione a Collegiata da parte di Benedetto XIII
Il 1º settembre 1725, Benedetto XIII, su istanza del principe, eresse la chiesa ad Insigne Collegiata con una lettera apostolica, e l’8 novembre, sempre ad istanza del principe, la cui figlia Giacinta aveva sposato un nipote del papa, don Filippo duca di Gravina, Benedetto XIII si reca a Vignanello e consacra solennemente la collegiata.
Nella lettera apostolica si affermava anche che costituivano la dote della chiesa, la cui amministrazione era affidata al capitolo da ogni altra persona. Il 28 aprile 1726 il vescovo mons. Francesco Maria Tanderini ne diede il possesso al Capitolo. Nel 1727 vennero i primi legati, inoltre furono assorbiti tutti quelli della chiesa matrice. Nel 1858 la Collegiata aveva oltre a quattordici prebende canonicali, quattro benefici corali: due con dignità di abate e primicerio, con cura delle anime, due con ufficio di teologo e penitenziere. Nel primo ventennio del Novecento aveva un abate, un primicerio e cinque canonici.

### Lista degli Abati della Collegiata
- Don Nicola Loppi (1716 - 1733)
- Don Francesco Loppi l(1733 - 1742)
- Don Luca Caravalle (1742 - 1771)
- Don Francesco Marcuzzi (1771 - 1802)
- Don Settimio Tendi di Valentano (1802, morì dopo due mesi e 16 giorni)
- Don Leopoldo Ridolfi di Corchiano (1808 - 1829)
- Don Luigi Pacelli (1830 - 1838)
- Don Costantino Cilla (1839 - 1855)
- Don Crescentino Annesi (1855 - 1873)
- Don Vincenzo Bracci (1916 - 1956)
- Don Luigi Calvanelli (1956 - 2010)[6]

## Descrizione

### Facciata ed esterni
Non essendo presenti particolari vincoli spaziali, Il contini delineò la sua caratteristica facciata avanzata. Dà maggior risalto al piano della navata centrale, tratta la superficie con ombre che distaccano il prospetto arretrato corrispondente alle cappelle laterali, che va visto come continuità e soluzione dei fianchi, rispetto alla vera fronte della chiesa. Ciò avvalora l’ipotesi della permanenza della tradizione tardomanieristica nell’opera del Contini. Per il campanile l’architetto adotta un’articolata soluzione, dove compare l’elmo sfruttato successivamente nel nord Europa. La facciata è articolata in un doppio ordine di lesene alternate a specchiature. Al suo centro sono presenti due stemmi lignei di Casa Ruspoli, fatti dall'intagliatore Girolamo Corpi, e ai lati del portale sono presenti due cornici marmoree rettangolari, contenenti le iscrizioni dedicatorie dei due fondatori, sormontate dai medaglioni marmorei con i corrispondenti stemmi araldici. Nel primo e nel secondo ordine della facciata, due fregi ripetono i nomi dei due committenti, la dedica alla Vergine Maria e l'anno di costruzione. Superiormente è presente uno dei due quadranti del settecentesco orologio. Il secondo quadrante si può trovare nella parte laterale della chiesa, quella che si affaccia su Corso Giacomo Matteotti, sotto la torre campanaria.
Vicino al secondo quadrante è presente una lapide della vecchia chiesa matrice recante un'iscrizione in latino, a caratteri gotici, che riporta il Breve con cui Papa Nicolò IV, da Orvieto, il 21 agosto 1291 concedeva l'indulgenza ai fedeli che avessero visitato la chiesa in particolari feste religiose.

### Interni
L'interno della chiesa si presenta ad aula unica ed è coperto con volte a botte, privo di cupola. Ci sono per ciascun lato tre cappelle a pianta rettangolare e si conclude con un abside semicircolare dove è presente un’importante Gloria di angeli in stucco dorato, fatta realizzare da Carlo Pacenti. Al centro del Gloria è stato posto dal principe in persona il quadro della Vergine col Bambino, attribuito ad Annibale Carracci (ciò è documentato da un manoscritto del principe stesso). La controfacciata presenta una cantoria in legno, con all’interno l'organo costruito da Giovanni Antonio e Giacomo Mari, restaurato nel 1890 dalla ditta Carlo Aletti & figli di Monza. È sormontata da un baldacchino e decorata da testoni di legno intagliati e dorati con grappoli d'uva e rami di vite. Ci sono anche due putti alati che sollevano lo stemma di Casa Ruspoli, fatti da Girolamo Corpi e Michelangelo Cucciolini.
Le prime due cappelle laterali sono dedicate a  San Biagio e Santa Giacinta, patroni di Vignanello. Prima della canonizzazione di Giacinta Marescotti l’altare era dedicato a San Francesco d’Assisi ed ospitava una tela che attualmente è conservata presso la chiesa degli Angeli Custodi.
La chiesa originariamente era color celeste e bianco. I colori attuali sono dovuti al restauro realizzato da Padre Ortenzio Gionfra, (riportato su una lapide commemorativa all’ingresso della chiesa).
Il tabernacolo dell’altare maggiore fu costruito riprendendo la forma del campanile.
Nei motivi decorativi degli interni si può scorgere, in diversi punti, la faccia del cagnolino del Principe Ruspoli, il quale era molto affezionato al suo Bolognese tanto da imprimerlo negli elementi decorativi della chiesa, in particolare negli intagli di due grandi bracci porta ceri in legno dorato e nelle volute delle mensole di sostegno ad un balcone.

### L'orologio
L'orologio della chiesa è uno dei più illustri esempi dell’orologeria italiana del XVIII secolo. È opera di due orologiai campani, Dionisio Gargiulo (Piana di Sorrento, 1658/59 – Roma, 1745) e Giuseppe De Santis. Fu installato nel campanile nel 1720. La peculiarità di questo orologio sta nel meccanismo, il quale comanda non uno ma due quadranti, uno posto nella parte superiore della facciata, distante ben 22 metri dal meccanismo, ed uno collocato inferiormente al campanile.

### Cappella Sotterranea
Nei sotterranei della chiesa vi è un complesso di locali che, per 130 anni, dal 1725 al 1855 (anno di costruzione del cimitero comunale) vennero adibiti alla sepoltura dei vignanellesi, nonostante l'editto di Saint Cloud, emanato da Napoleone il 12 giugno 1804, imponesse che le tombe dei defunti venissero poste al di fuori delle mura cittadine. I defunti venivano calati negli ossari attraverso delle botole poste a livello del pavimento all'interno della chiesa, avvolti in delle coperte o più raramente in casse di legno. Di queste botole oggi ne rimane soltanto una, quella davanti all'altare di San Biagio, essendo le altre state rimosse durante un restauro della pavimentazione nel 1947. Gli ossari erano suddivisi per età e genere dei defunti, vi era un ossario dedicato ai sacerdoti e un ossario dedicato alla confraternita del Santissimo Sacramento, la più importante delle 14 confraternite di Vignanello. Oltre alle stanze adibite alle sepoltura dei defunti, nel piano inferiore della Collegiata c'è una cappella dedicata alla Madonna Santissima dei sette dolori, sede di sepoltura del Principe Ruspoli e di altri componenti della famiglia Ruspoli.
Dal piano inferiore della chiesa inoltre si accede, tramite un'antica scalinata, ad un complesso di cuniculi sotterranei, chiamati dai Vignanellesi "i connutti", cunicoli che si sviluppano per alcune centinaia di metri sotto terra, che costituiscono parte del progetto dell'acquedotto seicentesco voluto da Ottavia Orsini (nipote di Pierfrancesco II Orsini, committente del Sacro Bosco di Bomarzo), per portare l'acqua al giardino del Castello Ruspoli.

### Museo "Francesco Maria Ruspoli"
Dal 2009 è presente nella chiesa un Museo, dedicato al principe Francesco Maria Ruspoli, in cui all'interno sono conservate le due opere di Giovanni Francesco D’Avanzarano "il Salvatore" e "l'Assunta" e importanti oggetti di culto legati alla storia della chiesa, quali i paramenti indossati da Papa Benedetto XIII durante la cerimonia di consacrazione. Qui sono conservate anche delle palle di cannone sparate dall'esercito francese che assediò Vignanello nel 1798.

## Sepolcri
All'interno della chiesa, precisamente nella cappella dedicata a Santa Giacinta Marescotti, è conservato un monumento funerario del card. Galeazzo Marescotti (Vignanello, 1º ottobre 1627 – Roma, 3 luglio 1726), opera di Giuseppe Ricciardi, dove all'interno, per volontà testamentaria, è conservato il cuore del cardinale. Inoltre, a lato del secondo altare a destra, è presente il sepolcro del cardinale Francesco Bracci (Vignanello, 5 novembre 1879 – Roma, 24 marzo 1967), tomba precedentemente collocata nella cappella sotterranea.
Nella cappella sotterranea della chiesa si conservano i sepolcri di importanti componenti della famiglia Marescotti-Ruspoli:
- Francesco Maria Ruspoli (Roma, 2 marzo 1672 – Roma, 14 luglio 1731);
- Maria Isabella Cesi (1676 – 10 novembre 1753);
- Alessandro Ruspoli (Roma, 5 ottobre 1784 – Roma, 31 ottobre 1842);
- Marianna Esterhazy de Galantha. (m. 13 dicembre 1821)

## Opere in Santa Maria della Presentazione
- Francesco Nicolosi, Madonna del Carmine, 1724, (primo altare a destra)
- Francesco Nicolosi, Il nome di Gesù, San Bernardino e San Sebastiano, 1724 (primo altare a sinistra);
- Michelangelo Cerruti, Cristo in croce, 1724; (secondo altare a destra)
- Michelangelo Cerruti, La Madonna del Rosario, 1724 (secondo altare a sinistra)
- Francesco Nicolosi, Estasi della Beata Giacinta Marescotti, 1724 (terzo altare a destra)
- Sigismondo Rosa, San Biagio, 1724 (terzo altare a sinistra)
- Carlo Pacenti, Gloria di Angeli, 1723 (altare maggiore)[14]
- attr. Annibale Carracci, Madonna con Bambino (centro del gloria)
- attr. G. Francesco D’Avanzarano (sec. XV), Il Salvatore;
- attr. G. Francesco D’Avanzarano (sec. XV), L’Assunta;[16]